# جزیره بسار (ملاکا)
جزیره بسار ("جزیره بزرگ"، مالایی: Pulau Besar) جزیره‌ای است که به فاصله حدود ۱۳ کیلومتری از ساحل سرزمین اصلی ملاکا در مالزی قرار دارد. این جزیره با قایق‌های موتوری خصوصی به مدت زمانی ۱۵ دقیقه از شهرهای پرنو و آمبای (Umbai) و با کشتی‌های با برنامه سفری به مدت زمانی ۳۰ دقیقه از اسکله آنجونگ باتو جتی در آمبای قابل دسترسی است.

## جاذبه‌های گردشگری
تعدادی جاذبه گردشگری در سراسر جزیره پراکنده شده‌اند، از جمله مقبره‌های واعظ اسلامی متولد بغداد، سلطان العارفین شیخ اسماعیل و بستگانش که پس از ورود به جزیره در سال ۱۴۹۵، بخشی از هیئت همراه مسئول گسترش اسلام در سراسر مجمع‌الجزایر مالایی بودند.
همچنین مقبره‌های شخصیت‌های محلی، گورهای بی‌نام و نشان و عرفانی متعدد و چاه‌ها و ساختار صخره‌ای قدیمی افسانه‌ای وجود دارد. طبق افسانه‌های محلی، اعتقاد بر این است که یکی از چاه‌ها در زمان مد آب حاوی آب شور و در زمان جزر آب حاوی آب شیرین است. اعتقاد بر این است که این جزیره منزلگاه الف‌هایی به نام اورنگ بونیان است و غاری به نام غار یونس (مالایی: Gua Yunos) در آن وجود دارد که گفته می‌شد جنگجویان در گذشته در آنجا به ممارست عرفان می‌پرداختند و سیلات (نوعی هنر رزمی مالایی) را یاد می‌گرفتند.
موزه جزیره بسار (مالایی: Muzium Pulau Besar) که توسط شرکت موزه ایالتی اداره می‌شود، اطلاعات مختلفی مربوط به مناظر و افسانه‌های مرتبط با جزیره را به نمایش می‌گذارد.